# Zentrale Datenbank der Unternehmen
Die Zentrale Datenbank der Unternehmen (niederländisch Kruispuntbank van Ondernemingen, französisch Banque-Carrefour des Entreprises, ZDU) ist ein belgisches Handelsregister. Die ZDU ist eine Datenbank des FÖD Wirtschaft, die Basisdaten von registrierten Einheiten (zum Beispiel Unternehmen) und ihren Niederlassungen enthält. Die ZDU soll das Funktionieren der Behörden effizienter machen und für Unternehmen das Verwaltungsverfahren vereinfachen. 